# Conferência Nacional dos Bispos do Brasil
A Conferência Nacional dos Bispos do Brasil (CNBB) é uma instituição permanente que reúne os Bispos católicos do Brasil que, conforme o Código de Direito Canônico, "exercem conjuntamente certas funções pastorais em favor dos fiéis do seu território, a fim de promover o maior bem que a Igreja proporciona aos homens, principalmente em formas e modalidades de apostolado devidamente adaptadas às circunstâncias de tempo e lugar, de acordo com o direito" (Cân. 447).
Pertencem à CNBB, pelo próprio direito, todos os Bispos diocesanos do Brasil e os que são a eles equiparados pelo direito, os Bispos coadjutores, os Bispos auxiliares e os outros Bispos titulares que exercem no mesmo território algum encargo especial, confiado pela Sé Apostólica ou pela Conferência dos Bispos (cf. Cân. 450).
A CNBB foi fundada em 14 de outubro de 1952, no Rio de Janeiro, então capital do Brasil. A transferência da sede para Brasília aconteceu em 1977.

## Histórico

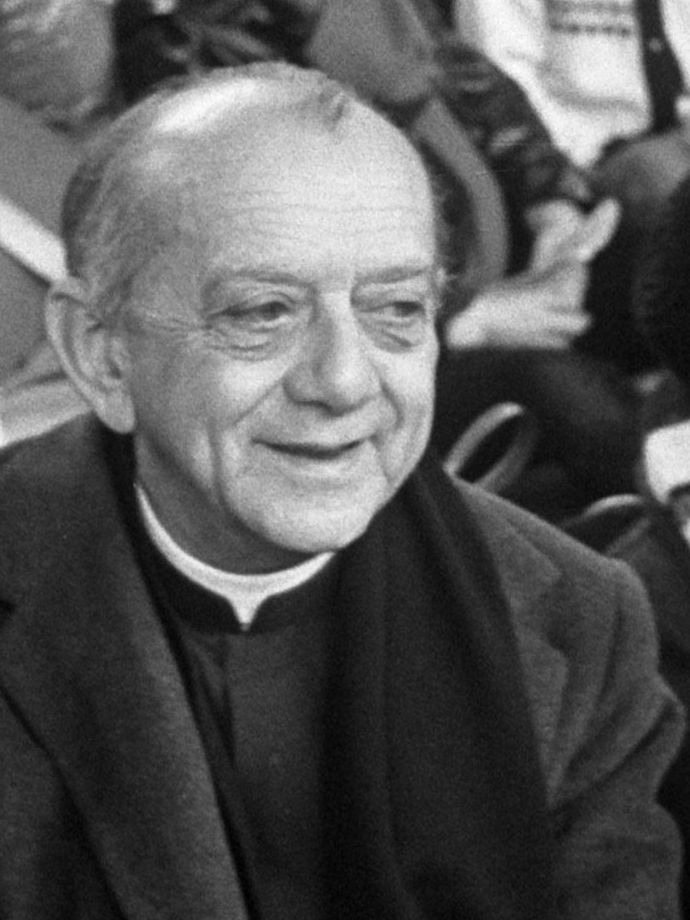
Dom Helder Câmara, então bispo-auxiliar do Rio de Janeiro, foi o principal articulador da criação da CNBB.

No começo da década de 1950, Monsenhor Montini, que mais tarde se tornaria o Papa Paulo VI, incentivou a criação de uma Conferência Episcopal no Brasil, similar ao que já estava ocorrendo em outros países.
Criada em 14 de outubro de 1952, a reunião de instalação da Conferência Episcopal foi realizada no Palácio São Joaquim, no Rio de Janeiro, onde ocorreu também a eleição da comissão permanente encarregada de dirigir a entidade, constituída por dom Alfredo Vicente Scherer, dom Mário de Miranda Vilas Boas e dom Antônio Morais de Almeida Júnior. 
Dom Helder Câmara, a época bispo auxiliar do Rio de Janeiro, e um dos incentivadores da conferência, foi eleito secretário-geral. O cardeal Carlos Carmelo de Vasconcelos Motta, então arcebispo de São Paulo, foi escolhido como o primeiro presidente da entidade, cargo que ocupou por dois mandatos.
Em 11 de abril de 1967, o vice-presidente da República, Pedro Aleixo, no exercício da Presidência da República, durante a ausência do presidente Costa e Silva, assinou o decreto 60.581, que declarou a Conferência Nacional dos Bispos do Brasil (CNBB) como de utilidade pública. Naquele período, a CNBB estava sediada no Rio de Janeiro.

## Organização da CNBB
A Conferência Nacional do Bispos do Brasil tem a seguinte estrutura:

### Assembleia Geral
A Assembleia Geral é órgão supremo da CNBB e tratará de assuntos pastorais, de ordem espiritual e temporal, daqueles relativos à missão da Igreja e dos problemas emergentes referentes às pessoas e à sociedade, sempre na perspectiva da evangelização.
Todos os membros da CNBB são convocados para a Assembleia Geral e devem a ela comparecer: os Bispos eméritos e os outros Bispos de qualquer rito em comunhão com a Santa Sé e que tenham domicílio no País; e os Bispos nomeados ou eleitos que ainda não forem membros da CNBB são convidados para as Assembleias Gerais, com voto consultivo. Em razão de seu múnus, o Núncio Apostólico é convidado para as sessões da Assembleia Geral.
Compete à Assembleia Geral eleger os responsáveis para os cargos que lhe cabe prover e realizar outras eleições, por decisão própria ou determinação da Santa Sé. A duração do mandato nos cargos em órgãos constitutivos da CNBB é de quatro anos, coincidindo com o quadriênio do mandato da Presidência.
São eleitos em assembleia geral o Presidente, os Vice-Presidentes, o Secretário Geral e os Presidentes das Comissões Episcopais de forma separada.
A permanência como membro da Presidência, quaisquer que tenham sido as funções nela exercidas, só é permitida por dois mandatos consecutivos, tornando-se, portanto, inelegível para um terceiro mandato imediatamente subsequente em qualquer dos cargos da Presidência.

### Conselho Permanente
Abaixo da Assembleia Geral, o Conselho Permanente é o órgão de orientação e acompanhamento da atuação da CNBB e dos organismos a ela vinculados, bem como órgão diretivo, eletivo e deliberativo, nos limites do Estatuto.
O Conselho Permanente reúne-se, ordinariamente, três vezes ao ano, e, extraordinariamente, para fim urgente, quando for requerida a convocação, no mínimo pela metade de seus membros, ou pela Presidência da CNBB.
Constituem o Conselho Permanente a Presidência da CNBB, os Presidentes das Comissões Episcopais, os Presidentes dos Conselhos Episcopais Regionais e outros membros eleitos dos Conselhos Episcopais Regionais.

### CONSEP
O Conselho Episcopal Pastoral (CONSEP) é o órgão executivo permanente das decisões pastorais da Assembleia Geral e do Conselho Permanente e, como tal, promove e fomenta a cooperação pastoral em âmbito nacional, tendo presente que a coordenação da pastoral orgânica é múnus próprio do Bispo diocesano no âmbito de sua circunscrição.
Tem como atribuições: coordenar as atividades das Comissões Episcopais, das Comissões Especiais e dos Grupos de Trabalho referentes à ação evangelizadora própria da CNBB; acompanhar e avaliar a realização das orientações da ação evangelizadora da Igreja no Brasil; analisar e fomentar entre os Bispos a reflexão teológico-pastoral sobre a situação religiosa, social, política e econômica; propor ao Conselho Permanente Comissões Especiais, Grupos de Trabalho e outras formas de assessorias.
É constituído pela Presidência da CNBB e os presidentes das Comissões Episcopais.

### Presidência
A Presidência é o órgão dirigente e administrativo da CNBB, constituído pelo Presidente, Primeiro e Segundo Vice-Presidentes e Secretário Geral. À ela cabe desempenhar diversas ações, realizadas em comunhão com os demais órgãos constitutivos e no respeito à competência de cada um. 
Fazem parte da atual gestão, eleitos durante a 60ª Assembleia Geral, em Aparecida (SP), Dom Jaime Spengler, arcebispo de Porto Alegre (RS) - Presidente da CNBB; Dom João Justino de Medeiros Silva, arcebispo de Goiânia (GO) - primeiro Vice-presidente da CNBB; Dom Paulo Jackson Nóbrega de Sousa, bispo de Garanhuns (PE) - segundo vice-presidente da CNBB e Dom Ricardo Hoepers, bispo auxiliar de Brasília (DF) - Secretário-geral.

### Secretariado Geral
O Secretariado-Geral é o órgão permanente executivo a serviço da coordenação, dinamização e intercomunicação dos órgãos constitutivos da CNBB, das instituições vinculadas e relacionadas. Está sob a responsabilidade imediata do Secretário-Geral, com a colaboração do Subsecretário-Geral e do Ecônomo; conta com o plano da própria organização e o da administração financeira e patrimonial da CNBB, como também, com o regulamento interno, abrangendo os setores e serviços, assessores e empregados da sede nacional.

### Conselhos Econômico e Fiscal
Ao Conselho Econômico compete supervisionar a gestão econômica da CNBB; acompanhar a realização do orçamento e sua execução; cooperar por meio de pareceres com os responsáveis pela gestão administrativa; e dar o consentimento para os atos de administração extraordinária.
São membros do Conselho Econômico escolhidos pelo Conselho Permanente: dois Presidentes de Comissões Episcopais; dois membros do Conselho Permanente e três fiéis que sejam verdadeiramente peritos com competência nas áreas financeiro-contábil e jurídico-administrativa. O Secretário-Geral e o Ecônomo, tendo presente suas funções, participam das reuniões do Conselho Econômico, com voz, sem voto.
Ao Conselho Fiscal compete dar parecer fundamentado ao Conselho Permanente, para a deliberação deste, tanto a respeito da administração financeira e patrimonial, como sobre os balanços anuais e de encerramento de mandato. É constituído de três titulares e dois suplentes eleitos pelo Conselho Permanente dentre os membros da CNBB.

### Comissões Episcopais
As Comissões Episcopais permanentes da CNBB são doze e têm por objetivo implementar as Diretrizes Gerais da Ação Evangelizadora da Igreja no Brasil, auxiliando os Bispos na sua missão por meio de subsídios. Elas atuam de duas maneiras: em conjunto com o Conselho Episcopal de Pastoral (CONSEP), auxiliando os Bispos na Ação Evangelizadora em âmbito nacional; e individualmente, no seu respectivo campo de atuação, por meio de estudos, articulações da Ação Evangelizadora em nível nacional e assessorando as iniciativas pastorais dos Bispos nas suas Igrejas Particulares.
São Presidentes das Comissões Episcopais, os seguintes bispos, eleitos durante a 60ª Assembleia Geral, em Aparecida (SP):
| Nome                           | Diocese                               | Comissão                                                                | Período   |
| ------------------------------ | ------------------------------------- | ----------------------------------------------------------------------- | --------- |
| Dom Ângelo Ademir Mezzari      | Arcebispo de Vitória (ES)             | Comissão Episcopal para os Ministérios Ordenados e a Vida Consagrada    | 2024-2027 |
| Dom Giovane Pereira de Melo    | Bispo de Araguaína (TO)               | Comissão Episcopal para o Laicato                                       | 2024-2027 |
| Dom Maurício da Silva Jardim   | Bispo de Rondonópolis-Guiratinga (MT) | Comissão Episcopal para a Ação Missionária e a Cooperação Intereclesial | 2024-2027 |
| Dom Leomar Antônio Brustolin   | Arcebispo de Santa Maria (RS)         | Comissão para a Animação Bíblico-Catequética                            | 2024-2027 |
| Dom Joel Portella Amado        | Bispo de Petrópolis (RJ)              | Comissão Episcopal para a Doutrina da Fé                                | 2024-2027 |
| Dom Hernaldo Pinto Farias      | Bispo de Bonfim (BA)                  | Comissão Episcopal para a Liturgia                                      | 2024-2027 |
| Dom Teodoro Mendes Tavares     | Bispo de Ponta de Pedras (PA)         | Comissão Episcopal para o Ecumenismo e o Diálogo Inter-Religioso        | 2024-2027 |
| Dom José Valdeci Santos Mendes | Bispo de Brejo (MA)                   | Comissão Episcopal para a Ação Sociotransformadora                      | 2024-2027 |
| Dom Gregório Paixão            | Arcebispo de Fortaleza (CE)           | Comissão Episcopal para a Cultura e a Educação                          | 2024-2027 |
| Dom Bruno Elizeu Versari       | Bispo de Ponta Grossa (PR)            | Comissão Episcopal para a Vida e a Família                              | 2024-2027 |
| Dom Vilsom Basso               | Bispo de Imperatriz (MA)              | Comissão Episcopal para a Juventude                                     | 2024-2027 |
| Dom Valdir José de Castro      | Bispo de Campo Limpo (SP)             | Comissão Episcopal para a Comunicação                                   | 2024-2027 |

### Conselhos Episcopais Regionais
Atualmente, a CNBB está dividida em 19 Regionais territoriais. Em cada um deles, se reproduz a estrutura de organização da sede da CNBB, contanto com presidência e bispos referenciais das diversas áreas da ação evangelizadora da Igreja. Além disso, cada uma das unidades conta com sede e colaboradores para agilizar a organização da administração e da contabilidade, contando ainda com um secretário-executivo.
| Regional     | Estado                                             | Províncias (Arquidioceses) | Dioceses |
| ------------ | -------------------------------------------------- | -------------------------- | -------- |
| Norte 1      | Amazonas, Roraima                                  | 1                          | 6        |
| Norte 2      | Pará, Amapá                                        | 2                          | 9        |
| Norte 3      | Tocantins, Pará, Mato Grosso                       | 1                          | 6        |
| Nordeste 1   | Ceará                                              | 1                          | 8        |
| Nordeste 2   | Alagoas, Paraíba, Pernambuco e Rio Grande do Norte | 4                          | 17       |
| Nordeste 3   | Bahia, Sergipe                                     | 4                          | 22       |
| Nordeste 4   | Piauí                                              | 1                          | 7        |
| Nordeste 5   | Maranhão                                           | 1                          | 11       |
| Leste 1      | Rio de Janeiro                                     | 2                          | 8        |
| Leste 2      | Minas Gerais                                       | 7                          | 21       |
| Leste 3      | Espírito Santo                                     | 1                          | 3        |
| Centro-Oeste | Goiás, Mato Grosso e Distrito Federal              | 2                          | 10       |
| Oeste 1      | Mato Grosso do Sul                                 | 1                          | 6        |
| Oeste 2      | Mato Grosso                                        | 1                          | 7        |
| Noroeste     | Rondônia, Acre e Amazonas                          | 1                          | 5        |
| Sul 1        | São Paulo                                          | 7                          | 36       |
| Sul 2        | Paraná                                             | 4                          | 14       |
| Sul 3        | Rio Grande do Sul                                  | 4                          | 14       |
| Sul 4        | Santa Catarina                                     | 3                          | 7        |

## Missão
A Conferência Nacional dos Bispos do Brasil, segundo seu estatuto, tem por finalidade:
- aprofundar cada vez mais a comunhão dos Bispos;
- estudar assuntos de interesse comum da Igreja no País, para melhor promover a ação pastoral orgânica;
- deliberar em matérias de sua competência, segundo as normas do direito comum ou de mandato especial da Sé Apostólica;
- manifestar solicitude pela Igreja Universal, através da comunhão e colaboração com a Sé Apostólica e com as outras Conferências Episcopais;
- cuidar do relacionamento com os poderes públicos, a serviço do bem comum, ressalvado o conveniente entendimento com a Nunciatura Apostólica, no âmbito de sua competência específica.

## Ações da CNBB

### Campanha da Fraternidade
Anualmente, durante o período da quaresma, a CNBB lança a campanha da fraternidade. Cada edição conta com um tema diferente, normalmente relacionado a políticas públicas e justiça social. O objetivo dessa campanha é conscientizar as pessoas e também pregar o evangelho. Cerca de 40% dos valores arrecadados são destinados ao Fundo Nacional da Solidariedade, gerido pela Conferência Nacional dos Bispos do Brasil (CNBB), o qual destina os recursos, preferencialmente, aos projetos que atendem os objetivos propostos pela campanha da fraternidade, a outra parte é destinada a projetos locais das arquidioceses.

## Presidentes, vice-presidentes e secretários-gerais
|                     | Nome                                            | Período     | Notas                                                            |
| Presidentes         | Presidentes                                     | Presidentes | Presidentes                                                      |
| ------------------- | ----------------------------------------------- | ----------- | ---------------------------------------------------------------- |
| 14º                 | Jaime Cardeal Spengler, O.F.M.                  | 2023-atual  |                                                                  |
| 13º                 | Walmor Oliveira de Azevedo                      | 2019-2023   |                                                                  |
| 12º                 | Sérgio Cardeal da Rocha                         | 2015-2019   |                                                                  |
| 11º                 | Raymundo Cardeal Damasceno Assis                | 2011-2015   |                                                                  |
| 10º                 | Geraldo Lyrio Rocha †                           | 2007-2011   |                                                                  |
| 9º                  | Geraldo Majella Cardeal Agnelo †                | 2003-2007   |                                                                  |
| 8º                  | Jayme Henrique Chemello                         | 1998-2003   |                                                                  |
| 7º                  | Lucas Cardeal Moreira Neves, O.P. †             | 1995-1998   | Renunciou ao ser nomeado Prefeito da Congregação para os Bispos. |
| 6º                  | Luciano Pedro Mendes de Almeida, S.J. †         | 1987-1995   |                                                                  |
| 5º                  | Ivo Lorscheiter †                               | 1979-1987   |                                                                  |
| 4º                  | Aloísio Cardeal Lorscheider, O.F.M. †           | 1971-1979   |                                                                  |
| 3º                  | Agnelo Cardeal Rossi †                          | 1964-1971   |                                                                  |
| 2º                  | Jaime de Barros Cardeal Câmara †                | 1958-1964   |                                                                  |
| 1º                  | Carlos Carmelo de Vasconcelos Cardeal Motta †   | 1952-1958   |                                                                  |
| Vice-presidentes    |                                                 |             |                                                                  |
|                     | João Justino de Medeiros Silva                  | 2023-atual  |                                                                  |
|                     | Jaime Spengler, O.F.M.                          | 2019-2023   |                                                                  |
|                     | Murilo Sebastião Ramos Krieger, S.C.J.          | 2015-2019   |                                                                  |
|                     | José Belisário da Silva, O.F.M.                 | 2011-2015   |                                                                  |
|                     | Luiz Soares Vieira                              | 2007-2011   |                                                                  |
|                     | Antônio Celso de Queiroz †                      | 2003-2007   |                                                                  |
|                     | Marcelo Pinto Carvalheira †                     | 1998-2003   |                                                                  |
|                     | Jayme Henrique Chemello                         | 1995-1998   |                                                                  |
|                     | Serafim Fernandes de Araújo †                   | 1991-1995   |                                                                  |
|                     | Paulo Eduardo Andrade Ponte †                   | 1987-1991   |                                                                  |
|                     | Benedito de Ulhôa Vieira †                      | 1983-1987   |                                                                  |
|                     | Clemente José Carlos de Gouvea Isnard, O.S.B. † | 1979-1983   |                                                                  |
|                     | Geraldo Fernandes Bijos, C.M.F. †               | 1974-1979   |                                                                  |
|                     | Avelar Cardeal Brandão Vilela †                 | 1971-1974   |                                                                  |
|                     | Alfredo Vicente Cardeal Scherer †               | 1968-1971   |                                                                  |
|                     | Avelar Brandão Vilela †                         | 1964-1968   |                                                                  |
| 2º Vice-presidentes |                                                 |             |                                                                  |
|                     | Paulo Jackson Nóbrega de Sousa                  | 2023-atual  |                                                                  |
|                     | Mário Antônio da Silva                          | 2019-2023   |                                                                  |
| Secretários-gerais  |                                                 |             |                                                                  |
|                     | Ricardo Hoepers                                 | 2023-atual  |                                                                  |
|                     | Joel Portella Amado                             | 2019-2023   |                                                                  |
|                     | Leonardo Ulrich Steiner, O.F.M.                 | 2011-2019   |                                                                  |
|                     | Dimas Lara Barbosa                              | 2007-2011   |                                                                  |
|                     | Odilo Pedro Scherer                             | 2003-2007   |                                                                  |
|                     | Raymundo Damasceno Assis                        | 1995-2003   |                                                                  |
|                     | Antônio Celso de Queiroz †                      | 1987-1995   |                                                                  |
|                     | Luciano Pedro Mendes de Almeida, S.J. †         | 1979-1987   |                                                                  |
|                     | Ivo Lorscheiter †                               | 1971-1979   |                                                                  |
|                     | Aloísio Lorscheider, O.F.M. †                   | 1968-1971   |                                                                  |
|                     | José Gonçalves Costa, C.Ss.R †                  | 1964-1968   |                                                                  |
|                     | Hélder Pessoa Câmara, O.F.S. †                  | 1952-1964   |                                                                  |